# Mohammed Reza Bahonar

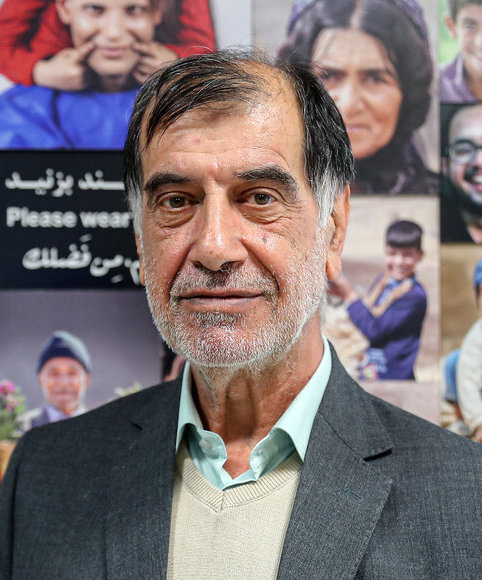
Mohammed Reza Bahonar (2025)

Mohammed-Reza Bahonar (persisch محمدرضا باهنر, geboren 1331 h.š., d. i. 1952/1953 nach gregorianischem Kalender in Kerman) ist Vizepräsident des iranischen Parlaments.
Bahonar war Abgeordneter während der zweiten bis fünften Madschles ist es wieder seit der siebenten Madschles. Sein Bruder, Mohammad Dschawad Bahonar, war kurze Zeit Ministerpräsident des Iran.
Bahonar wurde international dadurch bekannt, als er nach einer Ehrung von Salman Rushdie durch die britische Königin Elisabeth II. – Rushdie hatte den Ritterschlag erhalten – erklärte, dass Rushdie durch die Fatwa des Ajatollah Chomeini in einen verabscheuenswürdigen Kadaver verwandelt worden wäre. Daran ändere auch die Machenschaften der britischen Königin nichts. Die britische Monarchie lebe in einer Traumwelt und glaube, dass Großbritannien noch immer eine Supermacht wie im 19. Jahrhundert sei, und dass eine solche Auszeichnung irgendeine Bedeutung habe.